# Georg Strobel (Maler)

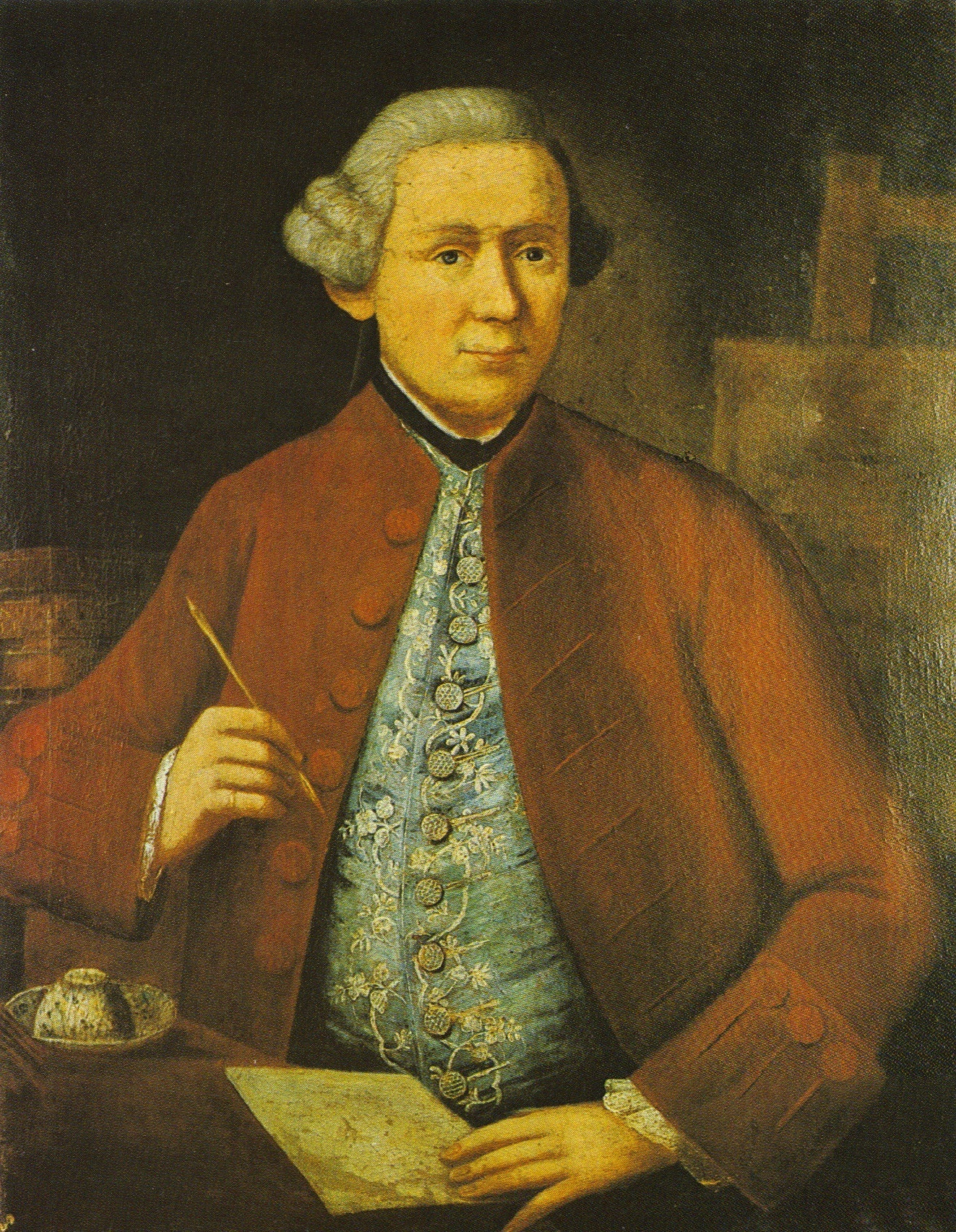
Selbstbildnis 1791, Städtisches Museum Schwäbisch Gmünd

Johann Georg Strobel (* 17. April 1735 in Wallerstein; † 24. Mai 1792 in Schwäbisch Gmünd) war ein deutscher Maler, Zeichner, Grafiker und Zeichenlehrer, der hauptsächlich in Schwäbisch Gmünd wirkte.

## Leben und Werk
1740 starb Strobels Mutter, worauf sein Vater, ein Handelsvertreter, ein zweites Mal heiratete. Seine erste künstlerische Ausbildung erhielt Strobel wohl von Anton Joseph von Prenner, der ebenso wie er aus Wallerstein stammte. Über weitere künstlerische Ausbildungen ist nichts bekannt.
Um 1760 verzog Strobel nach Schwäbisch Gmünd und wohnte dort in der Rinderbachergasse. Am 1. September 1763 erhielt er das Bürgerrecht. Von Beginn an bekam er Porträtaufträge von Patrizierfamilien, wie beispielsweise Debler, Stahl und Storr. Daneben porträtierte er in der Folge auch die Gmünder Bürgermeister.
1768 heirateten Johann Georg Strobel und Juliane Seyboldt. Die Ehe blieb kinderlos. Seine Frau war ebenso als Malerin tätig.
1776 erfolgte die Berufung an die neugegründete Zeichenschule als „Zeichnungsmeister und Instruktor“. Am 1. Juni 1776 nahm Strobel mit etwa acht Bürgersöhnen und zwei Schülern aus dem Waisenhaus den Unterricht auf. Die Schülerzahl wuchs in der Folge rasch an.
Nach dem Tode Strobels heiratete Juliana Strobel am 8. Juli 1797 Franz Anton Krabacher, der vormals ein Schüler Strobels war und nach dessen Tod seine Werkstatt übernahm.

## Die Bedeutung von Strobels Werk
Strobel war in Schwäbisch Gmünd vor allem als Porträt- und Kirchenmaler tätig. Er schuf etwa 100 Bildnisse auf private Aufträge hin. Womöglich setzte er bei der Fertigstellung der Gemälde auch Mitarbeiter sowie begabte Schüler seiner Zeichenschule ein. Daneben entstanden noch Zeichnungen und Radierungen.
Innerhalb von Strobels Schaffen sind seine Bildnisse von Gmünder Bürgerinnen und Bürgern sicherlich am bedeutsamsten. Künstlerisch sind diese Arbeiten Strobels durchaus von hoher Qualität, ohne aber eigene Akzente zu setzen. Er bleibt stets innerhalb der Vorstellungen und Wünsche nach Repräsentation seiner Auftraggeber.
Kultur- und individualhistorische Bedeutung erhalten die Porträts aber durch die Requisiten bzw. Statussymbole, mit denen Strobel die Personen ausstattet. Für die Region um Schwäbisch Gmünd kann er als „malender Chronist“ gesehen werden.

## Werke
Etwa 60 Porträtgemälde und mehr als 50 Zeichnungen befinden sich im Besitz des Museums im Prediger in Schwäbisch Gmünd.
Öffentliche Aufträge

Zeitlebens erhielt Strobel mehrere öffentliche Aufträge, die sich vor allem auf Kirchen und Amtshäuser bezogen. Nachweisen lassen sich heute folgende Arbeiten:
- 1764 schuf er zwei Altarbilder für die Franziskanerkirche in Schwäbisch Gmünd.
- Um 1770 entstand ein 14-teiliger Kreuzweg für die Jakobuskirche in Bargau.
- 1772 war er erneut für die Franziskanerkirche tätig und schuf 14 Kreuzwegbilder.
- 1773 malte er ein Gemälde mit dem Hl. Franziskus („Drittordensbild“) für die Unterböbinger Kirche.
- 1775 besorgte Strobel die künstlerische Erneuerung des großen alten Hungertuches im Heilig-Kreuz-Münster.
- 1784 malte er ein Kongregationsbild für die Johanniskirche in Schwäbisch Gmünd.
- 1785 schuf er die Vergoldung der Uhrtafel am Rathaus in Schwäbisch Gmünd.

Daneben ist noch ein Gemälde von 1775 für das Heilig-Kreuz-Münster zu nennen, welches das Halbbildnis eines Mannes mit zwei Ähren zeigt. Diese Arbeit ist wohl Strobel zuzuordnen, wobei dies im Gegensatz zu den oben genannten Werken nicht zweifelsfrei geklärt ist.
Einzelausstellungen
- 1914 Schwäbisch Gmünd.
- 2001 „Das Porträt im Barock. Johann Georg Strobel“, Museum im Prediger, Schwäbisch Gmünd.